# Ophioderma elaps
Ophioderma elaps är en ormstjärneart som beskrevs av Christian Frederik Lütken 1856. Ophioderma elaps ingår i släktet Ophioderma och familjen Ophiodermatidae. Inga underarter finns listade i Catalogue of Life.